# Passiflora alata
Passiflora (Passiflora alata) je biljka povijuša koja daje jestive plodove. Potječe iz Brazila i Argentine. Domorodačko je stanovništvo naziva imenima kao što su ouvaca (zvijezda boje rubina), prema obliku njena cvijeta. Njeni plodovi su cijenjena delicija.

## Opis
Listovi su ovalni. List joj je od 10 do 15 cm dug od 1 do 10 cm širok. Cvijet je širok od 7 do 10 cm. Obično cvate krajem ljeta ili rane jeseni, pri čemu traži potpunu izloženost suncu. P. alata privlači pčele, leptire i ptice. Prikladna je za uzgoj u zatvorenim prostorima.
Plod je jajolik, od žute do narančaste boje. Dug je od 8 do 15 cm i širok 5 do 10 cm u promjeru. Teži od 90 do 300 grama.
Uzgaja ga se u nekim dijelovima Brazila gdje je vrlo cijenjeno voće.

## Imena
Neka od popularnih imena su:
- flor-da-paixão,
- maracuhá-açú,
- maracujá-amarelo,
- maracujá-comprido,
- maracujá-comum-de-refresco,
- maracujá-doce,
- maracujá-mamão,
- maracujá-melão,
- maracujá-silvestre,
- maracujá-suspiro,
- passiflora,
- maracujá-grande;

## Galerija
- Cvijet.
- Plod i cvijet na grani.
- Crtež iz starog botaničkog časopisa.
- Prerez cvijeta i ploda.